# Motey-Besuche
Motey-Besuche település Franciaországban, Haute-Saône megyében. Lakosainak száma 92 fő (2022. január 1.). Motey-Besuche Chancey, Hugier, Montagney, Sornay és Valay községekkel határos.

## Népesség
A település népességének változása:
| Lakosok száma | 112  | 113  | 110  | 103  | 98   | 95   | 92   | 90   | 92   |
|               | 2013 | 2015 | 2016 | 2017 | 2018 | 2019 | 2020 | 2021 | 2022 |